# Vit flaggbuske
Vit flaggbuske (Mussaenda frondosa) är en måreväxtart som beskrevs av Carl von Linné. Den ingår i släktet Mussaenda och familjen måreväxter. Inga underarter finns listade i Catalogue of Life.